# Ken Doherty (friidrottare)
Ken Doherty, född 16 maj 1905 i Detroit, död 19 april 1996 i Lancaster, Pennsylvania, var en amerikansk friidrottare.
Doherty blev olympisk bronsmedaljör i tiokamp vid sommarspelen 1928 i Amsterdam.